# Île Parisienne
L'île Parisienne (anglais : Ile Parisienne) est une île inhabitée située dans la Whitefish Bay du lac Supérieur, à proximité de Sault-Sainte-Marie. Une majeure partie de l'île fait partie de la réserve de conservation de l'Île-Parisienne, une aire protégée créée en 2001. Le phare de l'Île-Parisienne, qui est situé au sud de l'île a été construit en 1911 et a été reconnu édifice fédéral du patrimoine en 1991.

## Géologie
Le sous-sol de l'île est formé de grès de la fin du Précambrien appartenant au grès de Jacobsville (en). Le roc est particulièrement sur les récifs entourant l'île, sur les falaises de six mètres à l'ouest de l'île. Cette formation géologique est assez rare en Ontario, elle a des affleurements rocheux sur la côte est du lac Supérieur, de Sault-Sainte-Marie au parc provincial du Lac-Supérieur ainsi que sur les îles de l'est du Lac.
L'île Parisienne est située sur une crête de roc submergé d'environ 30 km allant de la pointe Corbeil en Ontario à la pointe Iroquois au Michigan. La crête est accentuée par des sillons de 40 m de profondeur qui la suivent en parallèle. Cette crête et ces sillons ont été modelés par l'action de l'érosion glaciaire et post-glaciaire. L'île a été libérée des glaciers il y a environ 11 000 ans BP. L'île a ensuite été submergée par le lac Algonquin. L'île a ensuite connu plusieurs périodes de submersion et d'émergence avant d'émerger du lac pour de bon il y a environ 2 000 à 3 000 ans BP. L'île est entourée de plages résultant de l'érosion des sédiments post-glaciaire non consolidé. La côte ouest comprend des falaises de grès et de plage de sable fin alors que les plages de la côte est est composée de grain plus grossier indiquant qui la côte ouest subit une érosion plus intense.

## Flore
Environ 40 % de l'île sont recouverts de forêts mixtes. Les espèces les plus communes sont le bouleau à papier (Betula papyrifera), l'épinette noire (Picea mariana), l'érable rouge (Acer rubrum) et le sapin baumier (Abies balsamea). Elle est aussi accompagnée d'érable à sucre (Acer saccharum), le bouleau jaune (Betula alleghaniensis) et des muskegs. Le nord-ouest de l'île est dominé par le pin blanc (Pinus strobus) et épinette noire. Le sud-ouest de l'île est dominé par le pin rouge (Pinus resinosa).
Les 60 % restants de l'île sont recouverts de zones humides, en particulier de tourbière arborée. Les espèces notables de cette partie sont l'if du Canada (Taxus canadensis), le mélèze laricin (Larix laricina), la sarracénie pourpre (Sarracenia purpurea), de droséra à feuilles rondes (Drosera rotundifolia) et de calopogon tubéreux (Calopogon tuberosus).